# Śledzianów
Śledzianów – wieś w Polsce położona w województwie podlaskim, w powiecie siemiatyckim, w gminie Drohiczyn.
W latach 1952–1954 miejscowość była siedzibą gminy Śledzianów. W latach 1975–1998 miejscowość administracyjnie należała do województwa białostockiego.

## Części wsi
| SIMC    | Nazwa     | Rodzaj  |
| ------- | --------- | ------- |
| 0027803 | Przesieka | kolonia |

## Demografia
Według Powszechnego Spisu Ludności z 1921 roku wieś zamieszkiwało 250 osób, wśród których 245 było wyznania rzymskokatolickiego, 1 greckokatolickiego a 4 mojżeszowego. Jednocześnie 245 mieszkańców zadeklarowało polską przynależność narodową, a 4 żydowską a jeden inną. Było tu 35 budynków mieszkalnych.
Folwark Śledzianów (leżący przy drodze na Arbasy), zamieszkiwało 78 osób, 68 było wyznania rzymskokatolickiego, 6 prawosławnego a 8 mojżeszowego. Tak samo rozłożyły się deklaracje narodowościowe. W folwarku było 7 budynków mieszkalnych.

## Historia
22 czerwca 1941 o godz. 3:15 wojska niemieckie w postaci 137 dywizji piechoty sforsowały pobliską granicę na Bugu i o 4:30 zajęły Śledzianów i pobliskie wsie praktycznie bez walki. Podczas przygotowania artyleryjskiego zginęło kilku mieszkańców wsi.

## Zabytki
- zespół kościoła parafialnego, nr rej.:A-46 z 14.10.1994[10].
  - kościół pod wezwaniem świętych Piotra i Pawła, 1924-1927
  - drewniana dzwonnica, 1916
  - cmentarz kościelny
  - plebania, po 1920